# Le prix de la liberté
Le prix de la liberté (en castellano: «El precio de la libertad») es el segundo álbum recopilatorio del cantautor chileno Ángel Parra como solista. Fue lanzado originalmente en Francia en 2005, país donde vivió el artista muchos años en el exilio, producto de la dictadura militar en su país.
El disco contiene varias canciones compuestas por otros músicos pero grabadas anteriormente por Ángel en otros álbumes.

## Lista de canciones
| Antología |                                           |                                              |          |  |
| N.º       | Título                                    | Música                                       | Duración |  |
| 1.        | «Pequeña serenata diurna»                 | Silvio Rodríguez                             | 3:10     |  |
| 2.        | «Arauco tiene una pena»                   | Violeta Parra                                | 3:56     |  |
| 3.        | «Duerme, negrito»                         | tradicional, Atahualpa Yupanqui              | 2:37     |  |
| 4.        | «Canto a mi América»                      | Daniel Viglietti                             | 2:27     |  |
| 5.        | «Preguntitas sobre Dios»                  | Atahualpa Yupanqui                           | 3:54     |  |
| 6.        | «Cuba va»                                 | Pablo Milanés, Noel Nicola, Silvio Rodríguez | 3:04     |  |
| 7.        | «Cuando amanece el día»                   | Ángel Parra                                  | 3:08     |  |
| 8.        | «Guantanamera»                            | Joseíto Fernández, José Martí                | 5:56     |  |
| 9.        | «Te recuerdo, Amanda»                     | Víctor Jara                                  | 3:21     |  |
| 10.       | «La muralla»                              | Nicolás Guillén, Quilapayún                  | 3:55     |  |
| 11.       | «Si somos americanos»                     | Rolando Alarcón                              | 2:12     |  |
| 12.       | «Me gustan los estudiantes»               | Violeta Parra, Ángel Parra                   | 3:26     |  |
| 13.       | «Vamos, mujer»                            | Luis Advis                                   | 3:48     |  |
| 14.       | «Hasta siempre» (homenaje al Che Guevara) | Carlos Puebla                                | 4:19     |  |
| 15.       | «Compañero presidente»                    | Ángel Parra                                  | 4:34     |  |
| 16.       | «Vientos del pueblo»                      | Rafael Hernández, Víctor Jara                | 2:27     |  |
| 56:14     |                                           |                                              |          |  |

## Créditos
Músicos
- Ángel Parra
- Ángel Cardenas: chelo
- Claudio Morales: viola
- Patricio Quilodrán: flauta
- Roberto Lindl
- Ángel Parra O.
- Javiera Parra
- Pedro Greene

Otros
- Eduardo Vergara: ingeniero de sonido